# Kaimbé
Els kaimbé són un poble indígena originari del nord-est del Brasil a l'estat de Bahia, a l'àrea indígena de Massacará i a localitats de Muriti i Tocas, Soares, Cipó, Caimbé, Monte Alegre, Sipituba, Bambo Bambo, junt als límits del municipi d'Euclides da Cunha des del 1639. També hi ha famílies kaimbé a Guarulhos, que viuen a la Aldeia Multiétnica Filhos Dessa Terra, juntament amb altres grups ètnics, al Jardim dos Cardozo, a la regió de Cabuçú a Guarulhos SP. No hi ha registres de la llengua que parlaven, però sembla que era una de les llengües karirí. Actualment parlen portuguès i el 2014 sumaven 1.029 individus.